# Мария Аделаида (великая герцогиня Люксембургская)
Мария Аделаида (полное имя Мари Аделаида Терезия Хильда Антония Вильгельмина; люкс. Marie Adélaïde Theresia Hilda Antonia Wilhelmina vu Lëtzebuerg; фр. Marie Adélaïde Thérèse Hilda Antonie Wilhelmine; 14 июня 1894, Замок Берг, Люксембург — 24 января 1924, замок Гогенбург, Бавария) — великая герцогиня Люксембургская с 1912 по 1919 годы.

## Биография
Старшая из шести дочерей великого герцога Люксембургского Вильгельма IV и Марии Анны Португальской, 10 июля 1907 года Мария-Аделаида была провозглашена наследницей престола Вильгельмом IV, не имевшим наследников мужского пола. Поэтому, когда её отец умер 25 февраля 1912 года, она стала первой правящей Великой герцогиней Люксембурга и первым монархом Люксембурга начиная с 1296 года (после Иоганна Слепого, короля Богемии), фактически родившимся в этой стране.
Великая герцогиня проявляла большой интерес к политике, и принимала активное участие в управлении и политической жизни Великого герцогства. Тем не менее в стране назревал политический кризис. После смерти премьер-министра Поля Эйшена (1915), бессменного ещё со времени Великого герцога Адольфа, Мария Аделаида только за один год пять раз давала отставку правительству. Среди политиков игнорировались аннексионистские стремления Германии, Франции и особенно Бельгии. Во время Первой мировой войны Мария  имела довольно тёплые отношения с немецкими оккупантами, за которые  резко критиковалась после окончания войны. Несмотря на то, что она ни разу не нарушила конституцию, в январе 1919 в парламенте начали требовать её отречения. В то же время, крупные политические деятели соседних Франции и Бельгии поддерживали захватнические планы в отношении Люксембурга и были заинтересованы в дискредитации Марии-Аделаиды. После консультации с Премьер-министром, 14 января 1919 года Мария Аделаида отказалась от престола в пользу своей младшей сестры Шарлотты.
В 1920 году Мария Аделаида ушла в монастырь Кармелиток в Модене, Италия. Позже, в Риме она присоединилась к «Сестричкам Бедности», взяв себе имя «Сестра Мари Бедности». Её ухудшающееся здоровье не позволило ей остаться монахиней, и она в конце концов была вынуждена покинуть монастырь. Она тогда переехала в замок Хоэнбург в Баварии, где и умерла от гриппа в 1924 году. 22 октября 1947 года, её тело было похоронено в герцогском склепе собора Богоматери в городе Люксембург.